# 1000-km-Rennen von Monza 1981

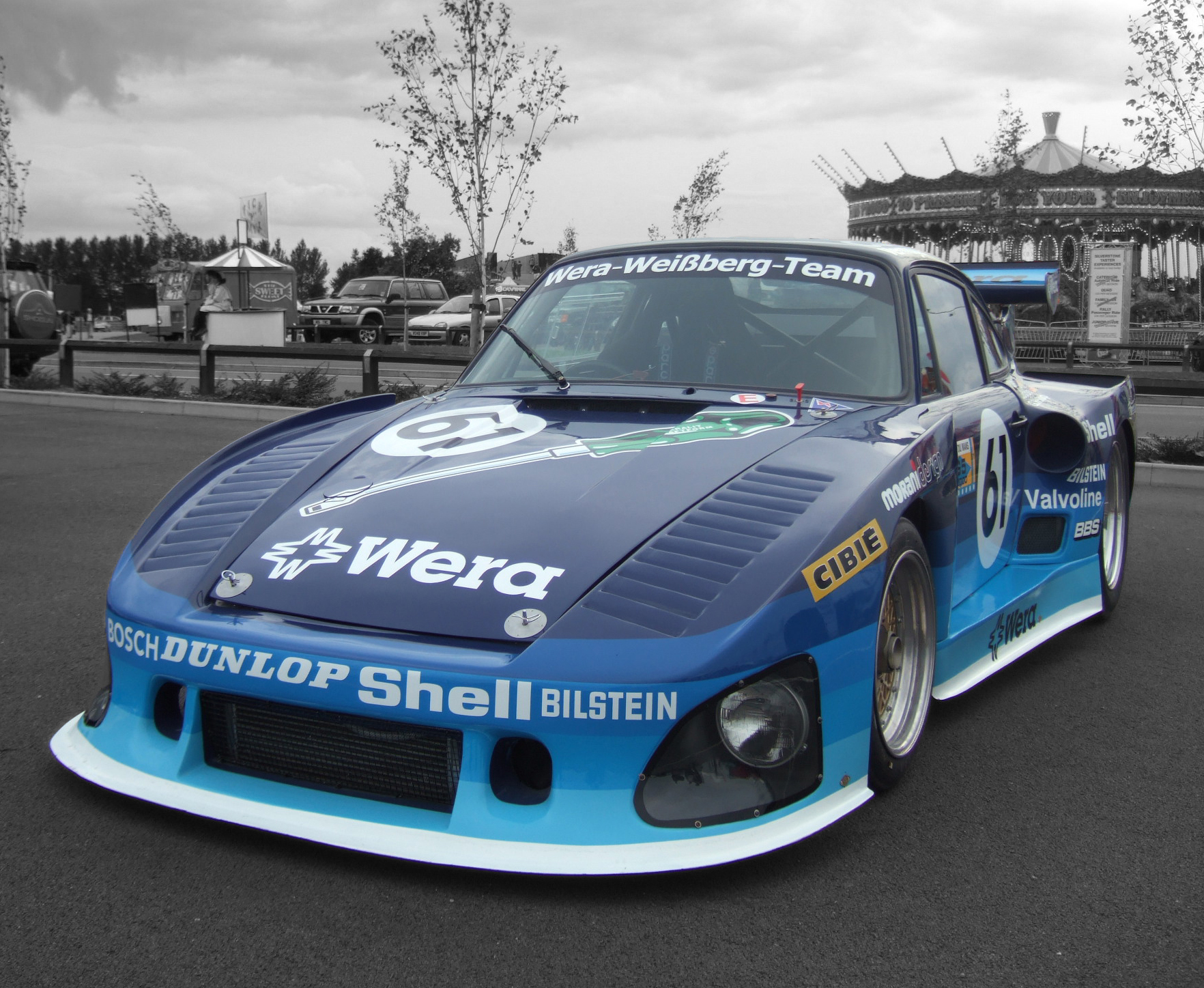
Weralit-Porsche-935; hier mit der Startnummer vom 24-Stunden-Rennen von Le Mans; mit diesem Fahrzeug gewannen Edgar Dören, Jürgen Lässig und Gerhard Holup das Rennen

Das 22. 1000-km-Rennen von Monza, auch 1000 km di Monza, Autodromo Nazionale di Monza, fand am 26. April 1981 auf dem Autodromo Nazionale Monza statt und war der vierte Wertungslauf der Sportwagen-Weltmeisterschaft und das vierte Rennen der italienischen Gruppe-6-Meisterschaft dieses Jahres.

## Das Rennen
Im Gegensatz zum zwei Wochen vorher ausgefahrenen Weltmeisterschaftslauf in Mugello konnte das Rennen in Monza wieder mit einem akzeptablen Starterfeld aufwarten. 46 Fahrzeuge waren gemeldet, von denen 32 ins Rennen gingen. Pech hatten die beiden Italiener Carlo Facetti und Martino Finotto. Facetti hatte mit dem Ferrari 308GTB des Jolly-Club-Teams die schnellste Rundenzeit im Qualifikationstraining erzielt; die beiden Piloten konnten am Sonntag jedoch nicht am Rennen teilnehmen, da sich der Ferrari nicht starten ließ. Nachträglich wurde ein defekter Zündverteiler als Ursache ausgemacht. Auf dem besten Startplatz stand daher der Werks-Lancia Beta Montecarlo von Piercarlo Ghinzani und Andrea de Cesaris. Der Italiener Giuseppe Piazzi bestritt das Rennen mit einem selten eingesetzten Rennwagen; ein Gruppe 5-Fiat X1/9, der bei Dallara aufgebaut wurde. Der Wagen schied allerdings bereits nach vier Runden aus.
Am Renntag herrschten schlechte Wetterbedingungen; es regnete fast die gesamte Rennzeit. Nachdem die beiden lange führenden Werks-Lancia nicht ins Ziel gekommen waren, gewann das Trio Edgar Dören, Jürgen Lässig und Gerhard Holup mit einer Runde Vorsprung auf zwei Osella PA9.

## Ergebnisse

### Schlussklassement
| 1                  | Gruppe 5 | 3  | Weralit Racing Team                  | Edgar Dören Jürgen Lässig Gerhard Holup                     | Porsche 935K3           | 173 |
| 2                  | S 2.0    | 43 | Osella Squadra Corse                 | Lella Lombardi Giorgio Francia                              | Osella PA9              | 172 |
| 3                  | S 2.0    | 44 | Scuderia Escalette                   | Carlo Franchi Luigi Moreschi                                | Osella PA9              | 171 |
| 4                  | Gruppe 5 | 16 | ORECA                                | Teo Fabi Dieter Quester                                     | BMW M1                  | 170 |
| 5                  | S + 2.0  | 11 | Siegfried Brunn                      | Siegfried Brunn Eddie Jordan                                | Porsche 908/3TC         | 170 |
| 6                  | GT       | 18 | BMW Zol Auto                         | Pierre-François Rousselot François Sérvanin Laurent Ferrier | BMW M1                  | 167 |
| 7                  | Gruppe 5 | 48 | Germano Nataloni                     | Germano Nataloni Gianfranco Ricci                           | Lancia Beta Montecarlo  | 162 |
| 8                  | GT       | 22 | Canon Cameras Racing GTi Engineering | Richard Lloyd Tony Dron                                     | Porsche 924 Carrera GTR | 161 |
| 9                  | Gruppe 5 | 7  | Gabriele Gottifredi                  | Gabriele Gottifredi Giancarlo Galimberti Giulio Rebai       | Porsche Carrera RSR     | 157 |
| 10                 | GT       | 19 | Umberto Grano                        | Umberto Grano Marco Vanoli                                  | BMW M1                  | 156 |
| 11                 | Gruppe 5 | 5  | Charles Ivy Racing                   | John Cooper Dudley Wood                                     | Porsche 935K3           | 153 |
| 12                 | S 1.6    | 54 | Silvano Frisori                      | Silvano Frisori Ruggero Parpinelli                          | Osella PA8              | 147 |
| 13                 | Gruppe 5 | 31 | Martini Racing                       | Piercarlo Ghinzani Andrea de Cesaris                        | Lancia Beta Montecarlo  | 129 |
| 14                 | S 2.0    | 38 | Pasquale Barberio                    | Pasquale Barberio Marcello Gallo                            | Osella PA8              | 127 |
| 15                 | GTX      | 15 | Scuderia Supercar Bellancauto        | Maurizio Flammini Spartaco Dini Fabrizio Violati            | Ferrari 512BB           | 127 |
| Nicht klassiert    |          |    |                                      |                                                             |                         |     |
| 16                 | S 1.6    | 51 | Mario Bensuglio                      | Mario Bensuglio Mario Catanese                              | Osella PA6              | 101 |
| Ausgefallen        |          |    |                                      |                                                             |                         |     |
| 17                 | S 2.0    | 42 | Piero Nappi                          | Piero Nappi Pasquale Vecchione                              | Osella PA8              | 99  |
| 18                 | S 2.0    | 45 | Luigi Colzani                        | Luigi Colzani Gabriele Ciuti                                | Osella PA7              | 83  |
| 19                 | Gruppe 5 | 33 | Jolly Club                           | Giorgio Pianta Giorgio Schön Beppe Gabbiani                 | Lancia Beta Montecarlo  | 69  |
| 20                 | Gruppe 5 | 4  | Vegla Racing Team                    | Dieter Schornstein Harald Grohs                             | Porsche 935J            | 67  |
| 21                 | S + 2.0  | 8  | Grid Team Lola                       | Guy Edwards Emilio de Villota                               | Lola T600               | 64  |
| 22                 | GT       | 27 | Formel Rennsport Club Zurich         | Peter Zbinden Edi Kofel                                     | Porsche 924 Carrera GTR | 50  |
| 23                 | S 1.6    | 55 | Luigi de Angelis                     | Luigi de Angelis Adriano Gozzi                              | Osella PA6              | 46  |
| 24                 | Gruppe 5 | 2  | MFG Valvoline Racing                 | Peter Hähnlein                                              | Porsche 935             | 42  |
| 25                 | GTU      | 9  | Z & W Enterprises                    | Pierre Honegger Jean-Paul Libert Marion Speer               | Mazda RX-7              | 39  |
| 26                 | Gruppe 5 | 21 | Emka Productions                     | Derek Bell Steve O’Rourke                                   | BMW M1                  | 20  |
| 27                 | Gruppe 5 | 6  | Christian Bussi                      | Jürgen Barth Christian Bussi Jacques Guérin                 | Porsche 935             | 12  |
| 28                 | S 1.6    | 52 | Maurizio Gellini                     | Maurizio Gellini Secondo Ridolfi                            | Chevron B31             | 9   |
| 29                 | Gruppe 5 | 1  | Martini Racing                       | Riccardo Patrese Eddie Cheever                              | Lancia Beta Montecarlo  | 8   |
| 30                 | S 2.0    | 53 | Perrier                              | Perrier Vito Veninata Giuseppe Iacono                       | Osella PA6              | 5   |
| 31                 | Gruppe 5 | 57 | Giuseppe Piazzi                      | Giuseppe Piazzi Leandro La Vecchia Sandro Cinotti           | Fiat X1/9 Dallara       | 4   |
| 32                 | S + 2.0  | 23 | Italsponsor                          | Renzo Zorzi Federico D’Amore                                | Lola T286               | 1   |
| Nicht gestartet    |          |    |                                      |                                                             |                         |     |
| 33                 | Gruppe 5 | 12 | Jolly Club                           | Carlo Facetti Martino Finotto                               | Ferrari 308GTB          | 1   |
| 34                 | S 1.6    | 58 | Ezio Baribbi                         | Ezio Baribbi Dario Luraghi Sandro Cinotti                   | Lucchini                | 2   |
| Nicht qualifiziert |          |    |                                      |                                                             |                         |     |
| 35                 | S 2.0    | 59 |                                      | Giuseppe Arlotti Roberto Massoni                            | Lucchini                | 3   |

### Nur in der Meldeliste
Hier finden sich Teams, Fahrer und Fahrzeuge, die ursprünglich für das Rennen gemeldet waren, aber aus den unterschiedlichsten Gründen daran nicht teilnahmen.
| Pos. | Klasse   | Nr. | Team                          | Fahrer                                            | Chassis                |
| ---- | -------- | --- | ----------------------------- | ------------------------------------------------- | ---------------------- |
| 36   | GTX      | 14  | Scuderia Supercar Bellancauto | Spartaco Dini                                     | Ferrari 512BB          |
| 37   | Gruppe 5 | 24  | Henning Hagenbauer            | Henning Hagenbauer Hans Müller-Perschl            | Porsche 935            |
| 38   | GT       | 25  | Angelo Pallavicini            | Angelo Pallavicini Werner Frank                   | Porsche 934            |
| 39   | Gruppe 5 | 32  | Martini Racing                |                                                   | Lancia Beta Montecarlo |
| 40   | S 2.0    | 35  | Secondo Ridolfi               | Secondo Ridolfi                                   | Lola T298              |
| 41   | S 2.0    | 36  | Danilo Tesini                 | Danilo Tesini Cathy Muller                        | Lola                   |
| 42   | S 2.0    | 37  | Roberto Massoni               | Roberto Massoni Fabio Siliprandi Giuseppe Arlotti | Lucchini               |
| 43   | S 2.0    | 39  | Ermanno Pettiti               | Ermanno Pettiti                                   | Osella PA5             |
| 44   | S 2.0    | 41  | Ruggero Parpinelli            | Ruggero Parpinelli                                | Osella PA6             |
| 45   | S 2.0    | 46  | Anna Cambiaghi                | Anna Cambiaghi                                    | Osella PA5             |
| 46   | S 2.0    | 56  | Pasquale Anastasio            | Pasquale Anastasio Adriano Gozzi                  | Lucchini               |

### Klassensieger
| Klasse                   | Fahrer                  | Fahrer             | Fahrer                    | Fahrzeug         | Platzierung im Gesamtklassement |
| ------------------------ | ----------------------- | ------------------ | ------------------------- | ---------------- | ------------------------------- |
| Sportwagen über 2 Liter  | Siegfried Brunn         | Eddie Jordan       |                           | Porsche 908/3TC  | Rang 5                          |
| Sportwagen bis 2 Liter   | Giorgio Francia         | Lella Lombardi     |                           | Osella PA9       | Rang 2                          |
| Sportwagen bis 1,6 Liter | Silvano Frisori         | Ruggero Parpinelli |                           | Osella PA8       | Rang 12                         |
| Gruppe 5                 | Edgar Dören             | Jürgen Lässig      | Gerhard Holup             | Porsche 935K3    | Gesamtsieg                      |
| GT                       | François Servanin       | Laurent Ferrier    | Pierre-François Rousselot | BMW M1           | Rang 6                          |
| GTX                      | Maurizio Flammini       | Spartaco Dini      | Fabrizio Violati          | Ferrari 512BB/LM | Rang 15                         |
| GTU                      | kein Teilnehmer im Ziel |                    |                           |                  |                                 |

### Renndaten
- Gemeldet: 46
- Gestartet: 32
- Gewertet: 15
- Rennklassen: 7
- Zuschauer: unbekannt
- Wetter am Renntag: kalt und regnerisch
- Streckenlänge: 5,800 km
- Fahrzeit des Siegerteams: 6:33:48,000 Stunden
- Gesamtrunden des Siegerteams: 173
- Gesamtdistanz des Siegerteams: 1003,400 km
- Siegerschnitt: 152,874 km/h
- Pole Position: Carlo Facetti – Ferrari 308GTB (#12) – 1.46.490 – 196,075 km/h
- Schnellste Rennrunde: Harald Grohs – Porsche 935J (#4) – 2.01.800 – 171,429 km/h
- Rennserie: 4. Lauf zur Sportwagen-Weltmeisterschaft 1981
- Rennserie: 6. Lauf zur italienischen Gruppe-6-Meisterschaft 1981